# Ignacia
Ignacia is een geslacht van Phasmatodea uit de familie Pseudophasmatidae. De wetenschappelijke naam van dit geslacht is voor het eerst geldig gepubliceerd in 1904 door Rehn.

## Soorten
Het geslacht Ignacia omvat de volgende soorten:
- Ignacia appendiculata Kirby, 1904
- Ignacia auriculata (Bolívar, 1896)
- Ignacia spinipes Conle, Hennemann & Gutiérrez, 2011